# 奧姆貝什
51°3′19″N 32°19′29″E / 51.05528°N 32.32472°E
奧姆貝什（羅馬化：Ombysh）是位於烏克蘭北部切爾尼希夫州裏尼任區的村莊，始建於十七世紀，面積3平方公里，海拔高度130米，2006年人口696，人口密度每平方公里267人。